# بایرامورن
بایرامورن (به ترکی استانبولی: Bayramören) یک منطقهٔ مسکونی در ترکیه است که در استان چانقری واقع شده‌است.